# مارسيل شوفالييه
مارسيل شوفالييه (بالفرنسية: Marcel Chevalier)‏ هو منفذ الاعدام فرنسي، ولد في 28 فبراير 1921 في مونتروج في فرنسا، وتوفي في 8 أكتوبر 2008 في فوندوم في فرنسا.